# بوریزینی
بوریزینی (به لاتین: Boriziny) یک منطقهٔ مسکونی در ماداگاسکار است که در بوریزینی-واوائو واقع شده‌است.